# Miguel Ángel Builes Gómez
Miguel Ángel Builes Gómez (ur. 9 września 1888 w Antioquii; zm. 29 września 1971 w Medellínie) – kolumbijski Czcigodny Sługa Boży Kościoła katolickiego.

## Życiorys
Miguel Angel Builes urodził się 9 września 1888 roku, a jego rodzicami byli Augustyn i Ana Maria Gomez Builes. Wstąpił do seminarium i w dniu 29 listopada 1914 roku, mając 26 lat, otrzymał święcenia kapłańskie w kaplicy św. Tomasza z Akwinu. W dniu 27 maja 1924 roku został mianowany na biskupa Santa Rosa de Osos przez papieża Piusa XI. 3 sierpnia tegoż roku przyjął sakrę biskupią.
Zmarł 29 września 1971 roku w opinii świętości.
W dniu 29 września 2001 roku rozpoczął się jego proces beatyfikacyjny. 19 maja 2018 papież Franciszek zatwierdził dekret o heroiczności jego cnót.